# Sistem de cinema
Un sistem de cinema constituie totalitatea mijloacelor tehnice necesare filmării, de ex. camera obscură și aparatul de proiecție cinematografică, pentru exprimarea artistică unică a realizatorului. Este caracterizat de raportul laturilor imaginii proiectate pe ecran, a sunetului (monoaural sau biaural - stereofonic), felului imaginii proiectate (bidimensionale sau tridimensionale - stereoscopice).

## Clasificare
Gruparea sistemelor de cinema se face în raport cu formatul peliculei:

### Sistem de cinema pentru format normal
La acest sistem filmarea se face pe peliculă de 35 mm lățime fără dispozitive speciale de filmare (sistemele clasic, cașetat, Vista Vision 1 și 2) sau cu dispozitive speciale de filmare (sistemele Cinemascop 1 și 2, Variorama ,etc).

### Sistem de cinema pentru ecran lat
Filmarea se face pe o peliculă mai lată de 35 mm fără dispozitive speciale de filmare (sistemul Todd AO "Format lat" - filmarea cu peliculă de 65 mm, proiecția cu 70 mm cu sunet pe 8 canale) și cu dispozitive speciale de filmare (Cinemascop 55, M.G.M.-65).

### Sistem de cinema pentru format special
Filmarea se face pe mai multe pelicule (indiferent de lățime). Se  poate face sub formă stereopereche monocular (sistemele Cinerama, Cinemiracle, Kinopanorama, Circorama, Poliecran, "Lanterna Magică") sau binocular (stereosistemele).
Se pot face copii de exploatare în cinema de la cel de-al doilea sistem în primul, însă se pierd unele calități în special la redarea sunetului. În cel mai bun caz sunetul stereofonic poate fi redat în sistem Dolby. Se poate face și trecere de la primul sistem la al doilea, însă imaginea trebuie prelucrată pierzându-se din ea la sistemul clasic; sunetul trebuie prelucrat pentru stereofonie.

## Descrierea sistemelor de cinema
- Sistemul Clasic este un sistem de cinema  unde filmarea s-a făcut fără dispozitive speciale, proiecția făcându-se tot așa. Dimensiunile geometrice ale fotogramei sunt de 16 X 22 mm, cu raporturile imaginii proiectate de 1:1,37, bidimensională. Sunet monoaural sau biaural(Dolby).
- Sistemul cașetat este un sistem de cinema asemănător cu primul, cu deosebirea că dimensiunile geometrice ale fotogramei sunt între 11 - 16 X 22 mm, cu raportul laturilor imaginii proiectate de 1 : 1,65, 1:1,77 și 1 : 1,85, bidimensională. Sunet nomoaural sau biaural (Dolby).
- Sistemul Cinemascop este un sistem unde la filmare și proiecție sunt folosite dispozitive speciale. La sistemul "Cinemascop 2" dimensiunile geometrice ale fotogramei sunt 18,7 X 23,8 mm, cu raportul între laturile imaginii proiectate de 1 : 2,55, bidimensională. Sunetul stereofonic pe patru canale, înregistrare magnetică. La sistemul "Cinemascop 1" dimensiunile geometrice ale fotogramei sunt 18,7 X 22 mm, cu raportul între laturile proiectate de 1 : 2,35 mm, bidimensională. Sunetul monoaural sau biaural (Dolby).

## Sisteme de cinema în România
În rețeaua de cinematografe din România s-au folosit și se mai folosesc sistemele pentru „format normal” (sistemul clasic și cașetat, cinemascop 1 și pe la sfârșitul anilor 1960, începutul anilor 1970 și cinemascop 2) și „ecran lat” Todd AO 70 mm până la începutul anilor 1990, dat fiind faptul că pe piață nu au mai apărut filme în acest sistem, o cauză fiind costurile enorm de mari.